# Anitta

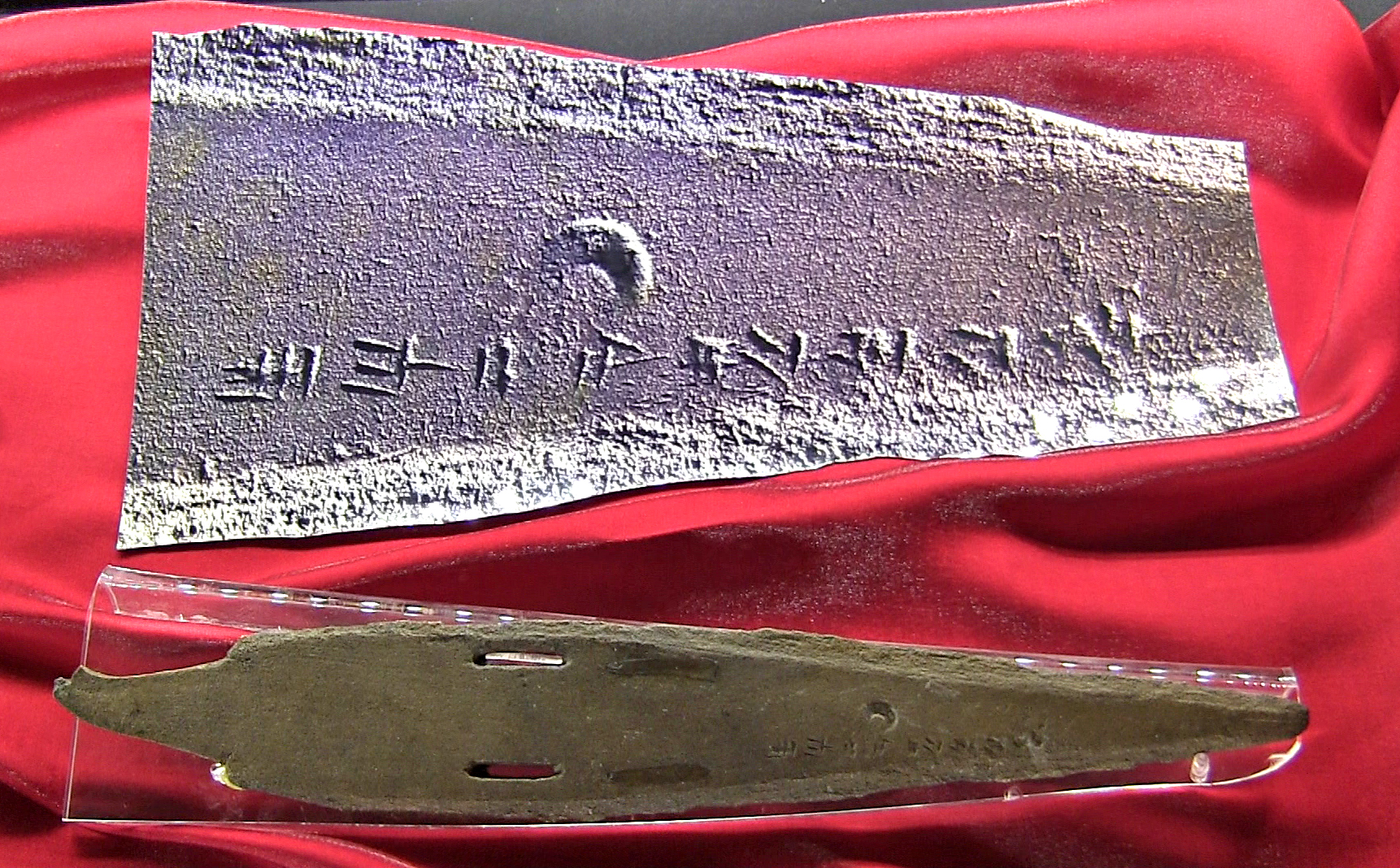
Bronzen dolk van koning Anitta, gevonden in Kültepe
Museum of Anatolian Civilizations, Ankara

Anitta, zoon van Pithana, was een halflegendarische koning van de Hettieten in Kussara, een stad die tot op heden nog niet teruggevonden is.
Anitta heerste vanaf het midden van de 18e eeuw v.Chr. en wordt door zijn nazaat Hattusili I, de eerste Hettitische koning van Hattusa, genoemd in de Anittatekst, een der oudste van de gevonden teksten in de Hettitische taal en bovendien een der oudste bronnen voor het Indo-Europese in het algemeen. Deze tekst lijkt een weergave in spijkerschrift voor te stellen van Anitta's inscripties te Kanish; misschien werd hij samengesteld door Hattusili I, een van de eerste Hettitische koningen van Hattusa.
De tekst is een aanwijzing dat zowel Anitta als Pithana van Hattische origine waren. In de Hettitische tekst komt een lijst voor van steden die door Pithana geplunderd werden, waaronder Neša (ofwel Kaniš,  het huidige Kültepe), later door Anitta tot zijn hoofdstad gemaakt. In de lijst staat ook Hattusa; Anitta vernietigde de stad nadat hij koning Piyusti verslagen had en een vloek over de locatie uitgesproken had.
Anitta's naam komt voor op een inscriptie op een dolk die gevonden is in Kültepe, en tevens  samen met de naam van zijn vader op verscheidene teksten uit Kültepe, alsook in latere Hettitische overleveringen.